# 가미이케다촌
가미이케다촌(上池田村)은 후쿠이현 이마다테군에 설치되었던 촌이다. 현재의 이케다정에 해당한다.